# Charles C. Kirkpatrick
Charles Cochran Kirkpatrick (San Angelo, 20 giugno 1907 – Kerrville, 12 marzo 1988) è stato un ufficiale statunitense di grado contrammiraglio, dal 1962 al 1964 sovrintendente dell'Accademia navale degli Stati Uniti.

## Biografia
Charles Cochran Kirkpatrick nacque a San Angelo, Texas, il 20 giugno 1907.
Si sposò con Lalla Branch dalla quale ebbe due figlie: Patty e Shelley.

### Carriera navale
Kirkpatrick si arruolò nella Marina nel 1926 vincendo un concorso all'Accademia Navale, diplomandosi poi con la classe del 1931.
Dopo aver prestato servizio per due anni sulla corazzata Pennsylvania gli fu ordinato di frequentare la Submarine School di New London, Connecticut, e al termine del corso, fu assegnato al sottomarino Cuttlefish.
Nel 1939 tornò in servizio in mare come aiutante e tenente di bandiera del ComDesBatFor, dopo di che, nel 1942, fu nominato comandante del sottomarino Triton. Con lo USS Triton effettuò con successo tre pattuglie di guerra, affondando dieci navi giapponesi per un totale di 44.000 tonnellate. Per ciascuno di questi pattugliamenti gli venne assegnata una Navy Cross.
Nel 1943 venne incaricato di essere l'aiutante e tenente di bandiera dell'ammiraglio Ernest King, comandante in capo della flotta statunitense.
Successivamente nel 1944 venne posto al comando del nuovo dragamine di classe Robert H. Smith, lo USS Shea. Durante la battaglia di Okinawa la Shea respinse l'attacco degli aerei giapponesi, ma fu colpita da una bomba Baka che uccise 75 membri dell'equipaggio e danneggiò gravemente la nave.
Finita la guerra, Kirkpatrick venne nominato ufficiale esecutivo della USS Wisconsin e nel 1956 divenne il nuovo comandante dell'incrociatore pesante Bremerton. Durante quest'ultimo incarico fu selezionato per la promozione al grado di contrammiraglio.
Nel 1962 venne nominato Superintendent of the U.S. Naval Academy, ovvero sovrintendente dell'accademia navale statunitense. Nel 1964 venne colpito da un infarto che rese necessario il suo ritiro dal servizio attivo.

### Ultimi anni
In pensione si stabilì prima in Florida, poi a Kerrville, Texas. 
Charles Kirkpatrick morì nell'ospedale di Kerrville il 12 marzo 1988 all'età di 80 anni. Il 22 marzo si svolsero numerose commemorazioni sia a Kerrville che e nella cappella dell'Accademia navale degli Stati Uniti. Successivamente venne cremato e le sue ceneri vennero poste nel cimitero dell'Accademia navale con tutti gli onori militari.